# NGC 933
NGC 933 (również PGC 9465 lub UGC 1956) – galaktyka spiralna (S), znajdująca się w gwiazdozbiorze Andromedy. Odkrył ją Lewis A. Swift 11 września 1885 roku.